# Беттега, Аттилио
Аттилио Беттега (19 февраля 1953 — 2 мая 1985) — итальянский раллийный пилот.
Беттега родился в Мольвено, Трентино (Италия). Начал свои выступления в чемпионате мира по ралли в 1978 году, за рулем Lancia. В 1979 году, он перешёл в Fiat и заработал свой первый подиум в WRC (третье место на Ралли Сан-Ремо). В команде Fiat, он выступал до 1981 года (лучший результат третье место на Ралли Акрополис 1981). В 1982 году он вернулся в Lancia, за руль Lancia Rally 037. В этой команде он провёл последние годы своей карьеры (до 1985 года). В течение 1982—1985 годов завоевал ряд подиумов в мировом первенстве: третье место на Ралли Сан-Ремо-1983, Ралли Новой Зеландии-1983 и Ралли Португалии-1984; а также свой лучший финиш — второе место на Ралли Сан-Ремо 1984 года.
На Ралли Корсики 1985 года Беттега стартовал на Lancia Rally 037. На четвёртом спецучастке, под названием Zerubia, Беттега потерял контроль над своей машиной и врезался в дерево, которое разрушило большую часть автомобиля, включая место водителя. Аттилио Беттега от полученных травм скончался на месте. Его штурман Маурицио Перессино сильно пострадал, но его удалось спасти.
Гибель Аттилио Беттега стала одной из причин идеи о снижении мощностей автомобилей участвующих в раллийных топ-гонках. Ровно через год его бывший товарищ по команде Хенри Тойвонен тоже погиб в аварии на Ралли Корсики. Проанализировав эти и другие трагические события с участием автомобилей группы B, международная автомобильная федерация приняла решение об их запрете после сезона 1986 года, и выводе на первые роли более умеренной группы A.
Сын Аттилио Беттега — Алессандро Беттега также стал раллийным пилотом.